# 乔治·阿姆斯特朗·卡斯特
乔治·阿姆斯特朗·卡斯特（英語：George Armstrong Custer；1839年12月5日—1876年6月25日），美国陸軍軍官，曾任第七騎兵團的中校團長及義勇軍少將，以驍勇聞名。著有自传《我的平原生涯》。卡斯特原先是受到青睞的美國總統候選人之一。

## 簡述
卡斯特祖先居住在德国的莱茵兰，在1693年左右移民北美。
1839年生於俄亥俄州朱威特，并在1861年西點軍校砲兵科當屆最後一名畢業，曾率领第七骑兵团参与美国南北战争，曾經以密西根骑兵五百人，殲滅一支南军骑兵旅，俘虏官兵七百餘人，1865年時，官拜少將。
南北戰爭結束後，復級為正規軍中校，率領第七騎兵團。
美國淘金熱風潮大起，白人拓荒採金，卻時常遭到美國原住民印第安人獵首，於是卡斯特奉命進兵綏剿。
1876年6月25日，闻名美軍的卡斯特參與北美印第安战争，自己率領兩百餘騎兵與雷諾少校（Reno）、班廷上尉（Benteen）分兵三路，進攻蒙大拿州的黑山山谷，沒想到雷諾與班廷遇阻退卻，卡斯特及其所部遭印第安酋长“疯马”、“紅雲”與“坐牛”率领的三千名印第安人战士伏击，弹尽阵亡（一說為自杀），是為小大角戰役。